# Ronde van Italië 2022/Twaalfde etappe
De twaalfde etappe van de Ronde van Italië 2022 werd verreden op donderdag 19 mei van Parma naar Genua. Het betrof een heuveletappe over 186 kilometer waarin pas na een uur koers een grote kopgroep wist los te maken. De groep bestond uit vijfentwintig man met onder andere Mathieu van der Poel, Bauke Mollema en Wilco Kelderman als bekendste namen. Al snel werd duidelijk dat het peloton de kopgroep de ruimte liet en dat zij mochten gaan strijden om de etappezege.
Op de eennalaatste beklimming kiest Lorenzo Rota de aanval en krijgt in de afdaling gezelschap van Stefano Oldani en Gijs Leemreize. De drie werken goed samen en op de laatste klim valt de rest van de kopgroep uit elkaar, maar de sterkste klimmers weten de groep van drie niet meer te achterhalen. Zo mogen de drie gaan sprinten om de etappe. Leemreize probeert in de slotkilometers zijn Italiaanse medevluchters te verrassen, maar Oldani haalt Leemreize terug en verslaat Rota in de sprint.

## Uitslagen
| Parma – Genua (186,0 km) |                   |                                    |          |
| Plaats                   | Naam              | Ploeg                              | Tijd     |
| 1                        | Stefano Oldani    | Alpecin-Fenix                      | 4u26'47" |
| 2                        | Lorenzo Rota      | Intermarché-Wanty-Gobert Matériaux | z.t.     |
| 3                        | Gijs Leemreize    | Team Jumbo-VIsma                   | + 2"     |
| 4                        | Bauke Mollema     | Trek-Segafredo                     | + 57"    |
| 5                        | Santiago Buitrago | Bahrain-Victorious                 | z.t.     |
| 6                        | Wilco Kelderman   | BORA-hansgrohe                     | z.t.     |
| 7                        | Lucas Hamilton    | Team BikeExchange Jayco            | z.t.     |
| 8                        | Andrea Vendrame   | AG2R-Citroën                       | + 1'44"  |
| 9                        | Rein Taaramäe     | Intermarché-Wanty-Gobert Matériaux | + 1'49"  |
| 10                       | Pascal Eenkhoorn  | Team Jumbo-VIsma                   | + 2'55"  |
|                          |                   |                                    |          |
| 39                       | Lawrence Naesen   | AG2R-Citroën                       | + 9'08"  |

| Algemeen klassement |                    |                                    |           |
| Plaats              | Naam               | Ploeg                              | Tijd      |
| Roze trui           | Juan Pedro López   | Trek-Segafredo                     | 51u19'07" |
| 2                   | Richard Carapaz    | INEOS Grenadiers                   | + 12"     |
| 3                   | João Almeida       | UAE Team Emirates                  | z.t.      |
| 4                   | Romain Bardet      | Team DSM                           | + 14"     |
| 5                   | Jai Hindley        | BORA-hansgrohe                     | + 20"     |
| 6                   | Guillaume Martin   | Cofidis                            | + 28"     |
| 7                   | Mikel Landa        | Bahrain Victorious                 | + 29"     |
| 8                   | Domenico Pozzovivo | Intermarché-Wanty-Gobert Matériaux | + 54"     |
| 9                   | Emanuel Buchmann   | BORA-hansgrohe                     | + 1'09"   |
| 10                  | Peio Bilbao        | Bahrain Victorious                 | + 1'22"   |
|                     |                    |                                    |           |
| 12                  | Thymen Arensman    | Team DSM                           | + 1'27"   |
| 31                  | Mauri Vansevenant  | Quick Step-Alpha Vinyl             | + 15'46"  |

## Opgaven
- Caleb Ewan (Lotto Soudal): niet gestart

1e etappe ·
2e etappe ·
3e etappe ·
4e etappe ·
5e etappe ·
6e etappe ·
7e etappe ·
8e etappe ·
9e etappe ·
10e etappe ·
11e etappe ·
12e etappe ·
13e etappe ·
14e etappe ·
15e etappe ·
16e etappe ·
17e etappe ·
18e etappe ·
19e etappe ·
20e etappe ·
21e etappe
Startlijst · Eindstanden · Afbeeldingen